# Кластер (музыка)

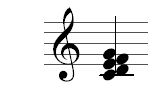
Кластер До Ре Ми Фа Соль

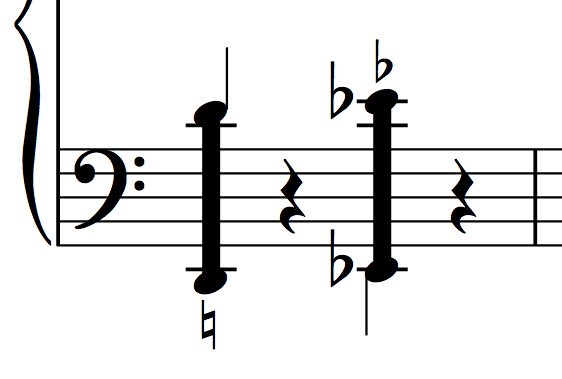
Пример нотации кластеров у Г. Кауэлла

Кла́стер (от англ. cluster — гроздь) в музыке — созвучие из звуков, тесно расположенных по малым и/или большим секундам, иногда по микроинтервалам.

## Краткая характеристика
Как кластеры могут рассматриваться и пентаккорды (например, по чёрным клавишам в «ударном» фортепианном звучании). Ранний образец кластера — в оркестровой сюите «Стихии» барочного композитора Ж.-Ф. Ребеля (1738), где с помощью кластера изображается первоначальный хаос. Техника кластеров получила развитие, главным образом, в музыке XX в., особенно в рамках сонорной техники (классический пример — четвертитоновый кластер в сочинении К. Пендерецкого «Плач по жертвам Хиросимы»).
В музыке XIX — начала XX веков кластеры использовались как колористическое средство, как в начале оперы Дж. Верди «Отелло», где с помощью кластеров изображается буря, и в сочинениях французских импрессионистов. Кластеры как выразительное (особой, повышенной экспрессии) или колористическое средство использовали многие композиторы XX века, в том числе Г. Кауэлл (автор термина кластер), С. С. Прокофьев, И. Ф. Стравинский, Д. Д. Шостакович, систематически — Д. Лигети, В. Лютославский, К. Пендерецкий. На нотном стане кластеры могут обозначаться белыми и чёрными прямоугольниками.

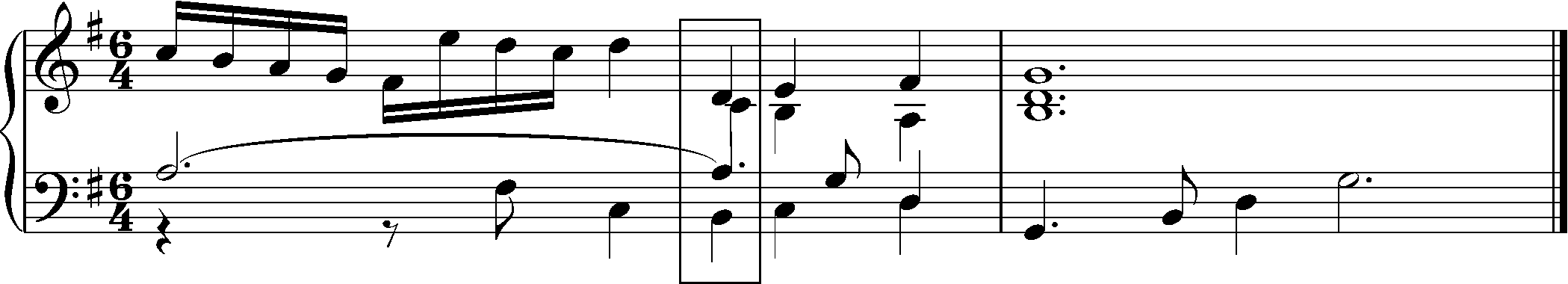
«Лур» И.С. Бах, Французская сюита № 5, заключительные такты
«Лур» И.С. Бах, Французская сюита № 5, заключительные такты

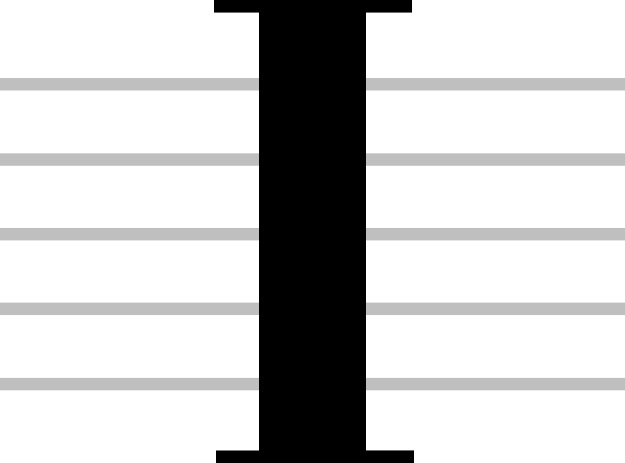

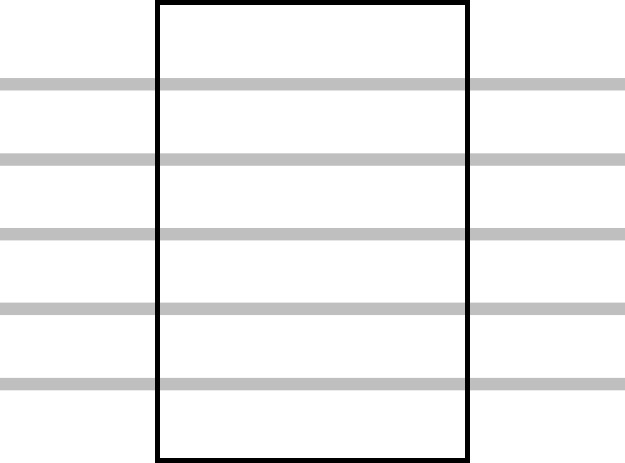

## Другие значения термина
В джазовом лексиконе кластером называют сочетание как минимум пяти звуков в рамках октавы.